# Campiglossa messalina
Campiglossa messalina este o specie de muște din genul Campiglossa, familia Tephritidae. A fost descrisă pentru prima dată de Erich Martin Hering în anul 1937. Conform Catalogue of Life specia Campiglossa messalina nu are subspecii cunoscute.